# Турич, Артём Иванович
Артём Иванович Турич (бел. Арцём Іванавіч Турыч; род. 23 января 2005, Брест) — белорусский футболист, полузащитник брестского «Динамо».

## Карьера

### «Энергетик-БГУ»
Начинал заниматься футболом в возрасте 5 лет в брестской СДЮШОР. В 2012 году футболист перешёл в брестское «Динамо», где выступал за юношеские команды клуба различных возрастов. В январе 2021 года футболист перешёл в брестский «Рух». Затем в июне 2022 года продолжил заниматься футболом в брестском Центре Развития Футбола. В июле 2022 года футболист на правах арендного соглашения присоединился к «Энергетику-БГУ». Дебютировал за клуб футболист 5 августа 2022 года в матче против «Витебска», выйдя в стартовом составе и уже на 7 минуте отличился своим дебютным забитым голом. По итогу сезона стал серебряным призёром чемпионата. На протяжении своего дебютного сезона футболист выступал за клуб в роли одного из основных игроков, отличившись своим единственным забитым голом.
В декабре 2022 года футболист приступил к подготовке к новому сезону в составе «Энергетика-БГУ». Новый сезон футболист начал 19 марта 2023 года с матча против «Слуцка», выйдя на замену на 45 минуте. Первым забитым голом в сезоне футболист отличился 27 октября 2023 года в матче против «Сморгони». Завершил сезон футболист на итоговом предпоследнем месте в чемпионате, отправившись в стыковые матчи за сохранение прописки. По итогу стыковых матчей футболист вместе с клубом уступил «Витебску» и вылетел в Первую лигу. По итогу стыковых матчей футболист вместе с клубом уступил «Витебску» и вылетел в Первую лигу. На протяжении сезона футболист продолжал выступать за клуб в роли одного из основных игроков, чередуя матчи в стартовом составе и со скамейки запасных, отличившись забитым голом. По окончании срока арендного соглашения футболист покинул столичный клуб.

### «Динамо-Брест»
В январе 2024 года появилась информация, что футболист близок к переходу в брестское «Динамо». Вскоре футболист официально перешёл в брестский клуб, с которым подписал трёхлетний контракт. Дебютировал за клуб 15 марта 2024 года в матче против «Ислочи», выйдя на поле в стартовом составе. Первым результативным действием за клуб отличился 6 апреля 2024 года в матче против солигорского «Шахтёра», отдав голевую передачу. В июле 2025 года клуб расторг контракт с футболистом по взаимному согласию. За полтора года провел за «Динамо» 16 игр во всех турнирах, отличился одной результативной передачей.

## Международная карьера
В январе 2021 года дебютировал за юношескую сборную Беларуси до 17 лет на Кубке Развития, где вместе со сборной занял 4 место. В августе 2021 года в матче против сверстников из Украины впервые надел капитанскую повязку, после чего продолжил выполнять роль капитана сборной. В октябре 2021 года выступал в квалификационных матчах на юношеский чемпионат Европы до 17 лет. В ноябре 2022 года дебютировал за сборную Беларуси до 18 лет против сверстников из России. В июне 2023 года дебютировал за юношескую сборную Беларуси до 19 лет в товарищеском матче против Грузии.